# Tõdva
Tõdva – wieś w Estonii, w prowincji Harju, w gminie Saku.